# Etelközi Szövetség
Az Etelközi Szövetség (fedőnevén: EX, majd ET) a Horthy-korszak idején létezett legjelentősebb keresztény–nemzeti titkos társaság, amely befolyásos kapcsolatrendszerén keresztül jelentős hatást gyakorolt a magyar politikai életre.
Az EX 1919-ben a Szegeden alakuló ellenforradalmi csoportok közt szerveződött a forradalmakhoz és vörös terrorhoz vezető liberális-szabadkőműves és kommunista, „zsidó dominanciájú” mozgalmak ellenhatásaként, az „ősmagyar nemzeti eszmények” képviseletére. A mögé felsorakozó ellenforradalmi személyiségek  – Horthy támogatóiként – hamarosan a megszilárduló ellenforradalmi hatalom legfontosabb csoportjává váltak. A Horthy-rendszer kiépülésével az EX tagjai közt megjelentek az országot irányító legbefolyásosabb személyiségek (így  gróf Bethlen István, gróf Károlyi Gyula, gróf Teleki Pál miniszterelnökök). Horthy formálisan kívül maradt, de környezetében  szinte mindenki, a legtöbb miniszter, magas rangú közhivatalnok és a parlamenti képviselők jelentős része tagja a titkos társaságnak. A szabadkőműves mintára felépülő, de épp annak ellenében működő EX társadalmi célja volt a katolikus-protestáns vetélkedés megszüntetése az egységes nemzeti érdekképviselet érdekében, politikailag pedig a kormányzó hatalmának megszilárdítása, a legitimizmus letörése. A felvétel legfőbb szempontjai az „erős magyar, irredenta érzés, és teljes, minden vonatkozású zsidó és szabadkőműves mentesség” voltak. Létszáma az 1930-as években 4-5 ezer főre becsülhető, a tagok zöme az úri középosztályból került ki.

## Története
Az 1919-ben a Tanácsköztársaság hatására megindul a jobboldali, ellenforradalmi csoportok szervezkedése. A francia megszállás alatt álló, ellenforradalmi központként működő Szegeden Pröhle Vilmos turkológus–orientalista egyetemi tanár, az ősmagyar mondavilág megszállottja kezdeményezésére megalakítják az Etelközi Szövetséget. A mögé felsorakozó ellenforradalmi személyiségek  – Horthy támogatóiként – hamarosan a megszilárduló ellenforradalmi hatalom legfontosabb csoportjává váltak.
A társaság 1920 elején áttelepült Budapestre, ahol a betiltott szabadkőműves Magyarországi Symbolikus Nagypáholy elkobzott székházában rendezték be központjukat.
A Etelközi Szövetséget hétszemélyes vezetőség (Vezérek Tanácsa) vezette. Az 1920-as évek első felében Pröhle Vilmos, Gömbös Gyula, (honvédelmi államtitkár, később miniszterelnök), Zadravecz István, gróf Ráday Gedeon (főispán, miniszter, később koronaőr), Sréter István tábornok, hadügyminiszter, (helyére később gróf Bánffy Miklós, író-külügyminiszter került) és Toókos Gyula katonatiszt. Az adminisztratív ügyeket a Vezérintéző irányította, (először a nagy befolyású háttérember, báró Feilitzsch Berthold, később Gömbös Gyula, Hargittay álnéven).
Horthy Miklós közvetlen környezetéből szinte mindenki, így gróf Bethlen István, gróf Károlyi Gyula, gróf Teleki Pál miniszterelnökök, a legtöbb miniszter, magas rangú közhivatalnok és a parlamenti képviselők jelentős része tagja lett a szövetségnek, Horthy viszont nem vállalta el a neki szánt „fővezéri” tisztet. További befolyásos tagok voltak Eckhardt Tibor, az Ébredő Magyarok Egyesülete elnöke, a Kisgazdapárt elnöke, a Magyar Revíziós Liga ügyvezető alelnöke, Endre László belügyi államtitkár.
Az EX felső körét jól árnyalja Komlós János Kádár-korszakbeli listája: 

„...a szegedi ellenforradalom 12 főembere [...] Közülük Horthy Miklós, a hadsereg főparancsnoka, majd az ország kormányzója, gróf Bethlen István, gróf Károlyi Gyula, gróf Teleki Pál miniszterelnökök lettek, Keresztes Fischer Ferenc belügyminiszter mint belügyminiszter, Töreky Géza mint a Kúria elnöke gyakorolt kíméletlen, véres terrort a munkások és baloldaliak ellen, Zadravecz István tábori püspökké emelkedett, Prónay, Héjjas a különítményes bandákat vezették, báró Wlasits Gyula kultuszminiszterként, majd a főrendiház elnökeként, Juhász Andor különböző magas közjogi posztokon fejtett ki tevékenységet. Halálesetek folytán a tizenkettes szám kiegészítésére az idők folyamán bekerült a szövetségbe Ulain Ferenc, majd Serédi Jusztinián hercegprímás is. A tizenkettedik, a Horthysta Magyarország egyik befolyásos tényezője [...] báró Feilitsch Bertold.”

– Komlós János: Elárult ország

Gyors budapesti taglétszám növekedést követően a szövetség vidéken is megkezdte a szerveződést. Létszámuk az 1930-as években elérte a 4-5 ezer főt, aki jellemzően az úri középosztályból (arisztokrácia, jobboldali polgárság, egyház, tisztikar) került ki.
A szövetséget konspirációs okokból előbb EX, majd ET fedőnéven emlegették. 1923-ban pedig megalakult a szövetség legális fedőszerve is Magyar Tudományos Fajvédő Társaság néven.
Ungváry Krisztián szerint „az EX és a KKV [Kettős Kereszt Vérszövetség] működését a mindenkori kormány viszonylag egyszerűen tudta irányítani, hiszen több kormánytag is vezető pozícióban volt, nem beszélve Horthyról, aki a titkos társaságokban ugyan nem volt tag, de akaratát bizalmasain keresztül mindig érvényesíteni tudta.”
A parlamentben az ellenzék állandóan támadta a kormányt a titkos társaságok miatt. Ezért a kormány egy rendelkezést adott ki, hogy minden titkos társaságnak meg kell szűnni. 

„Minden tiszt és tisztviselő írásban nyilatkozatot kell hogy adjon, hogy nem tagja semmiféle titkos társaságnak. Mint a katona nemzetség (pesti) feje, összehívtam az összes katona Ex-tagokat, hogy megbeszéljük a helyzetet. Csáky nagy ellensége volt az Ex-nek, tudott róla. Összejöttünk. Véleményeket mondtak, végre az a vélemény alakult ki, hogy meg kell szüntetni, felhagyjuk a további életet és szervezetet, szervezést. Emiatt erős ellentétem és vitám volt Feilitzsch-csel, aki részt vett és más véleményen volt, s azt akarta érvényesíteni, végül is eltanácsoltam.”

– Shvoy Kálmán tábornok titkos naplója

Csalódott hangon ír a jobboldali titkos társaságok gyakorlati tevékenységéről a jobboldal nagy tekintélyű írója Szabó Dezső 1923-ban:

„Tehát egy nagy elvi alapokon nyugvó közösség helyett, mely egy nagy egységes ideológiával eltelve minden tényében a magyarság nagy céljait, a magyar jövőt építette volna, lett egy titkos cimboraság: te is sütöd az én pecsenyémet, én is sütöm az te pecsenyédet, te is barátkozol az én barátommal, én is barátkozom a te barátoddal, te is áskálódsz az én ellenségem ellen, én is áskálódom a te ellenséged ellen. ”

– Szabó Dezső

Az EX-et politikai ellenfelei többször kapcsolatba hozták összeesküvések, politikai gyilkosság és hasonló cselekmények szervezésével, mint például a frankhamisítási ügy, Eskütt-féle panama ügy körüli machinációk és Nagyatádi Szabó István földügyminiszter halála.

### Az EX ideológiája és szervezeti felépítése, működése
A szabadkőművesség mintájára szerveződött Etelközi Szövetség eszmei célja „a haza megmentése, a Szent István-i magyar birodalom teljes helyreállítása”, az „ősmagyar eszmék”  elkötelezett védelmezése volt.
Az egyik alapító tag, Zadravecz István tábori püspök szerint az Etelközi Szövetség „azért is kereste a titkosságot – sőt… a titokzatosságot –, mert szervezkedésében a szabadkőművességet tartotta szem előtt, és hasonló módon akarta a hazát megmenteni, aminthogy ők azt tönkretették”. Sipos Péter szerint: „A keresztény-nemzeti földalatti szervezetek belső célkitűzése a teljes „őrségváltás” volt, előbb-utóbb minden valamirevaló pozíciót a gazdasági, a politikai és a szellemi életben tagjaik számára kívántak megszerezni. Külpolitikailag pedig a Szent István-i magyar birodalom teljes helyreállítását óhajtották, ami nemzetközi tekintetben nem volt „szalonképes” követelés.”
A szabadkőműves mintára felépülő, de épp annak ellenében tevékenykedő EX ceremóniában keveredett a „gyűlölve tisztelt” szabadkőművesség utánzása és az ősmagyar rítusok felújítása. A szövetség élén a hétszemélyes Vezérek Tanácsa állott. A tagok felvételét szigorú feltételekhez kötötték, úgy mint „erős magyar, irredenta érzés, és teljes, minden vonatkozású zsidó és szabadkőműves mentesség”.
Az új tagok az úgynevezett altemplomban csontvázak előtt tettek esküt és fogadalmat. Szertartásaikat „táborozás”-nak nevezték, gyűléseiken a vezetők a fejüket eltakaró csuhában jelentek meg.
Zadravecz szerint Toókos „mindenáron a titkosság mellett titokzatosságot” is be akart vinni az EX életébe. „E törekvését én annak tulajdonítottam, hogy a Podmaniczky utcai páholy [a szövetség által székhelyül átvett szabadkőműves épülete] sok látványossága és titokzatossága hatást gyakorolt rá. Meghagyta a páholy alsó templomának csontvázait, s azok előtt kellett az új testvéreknek esküdni, s ez roppantul meg is hatotta őket. A vezéreket hosszú csuhába bujtatta, úgyhogy a fejük is be lett burkolva, s csak vágott réseken csillogtak elő a szemeik.”
Minden magyarországi megyében és törvényhatósági jogú városban működött a szövetségnek egy-egy, úgynevezett „nemzetsége”, amelyek megyei városonként és falvanként „családokra”, valamint foglalkozási áganként „apaságokra” oszlottak. A vezéreket, a nemzetség- és családfőket, valamint a titkári teendőket ellátó pecsétőröket a tagok nem ismerhették, a levelezéssel történő kommunikációt fedőszámok biztosították.
Pröhle és Toókos az EX számára külön „magyar vallást” terveztek alapítani. Elképzelésük szerint a Gellért-hegyen négy templom épült volna egymásra, melynek a legalsó szintjét, a barlang alkotta volna, amelyet az ősi pogány rítus helyéül, a fehér ló áldozatnak szántak. E felett lett volna a katolikus, majd a protestáns templom, s mindezt a „magyar vallás” szentélye koronázta volna.